# Ernst Hollinder

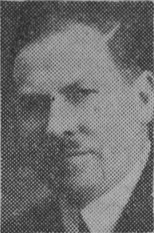
Ernst Hollinder

Ernst Hollinder, född 23 april 1880 i Gävle, död 11 september 1951 i Stockholm, var en svenska byggnadsingenjör, och byggmästare. 
Hollinder genomgick Byggnadsyrkesskolan Bysan vid Tekniska skolan i Stockholm. Han var därefter verksam hos olika arkitekter och vid Arméns kassernbyggnadsmämnd. Under många år var han anställd hos Höög & Morssing, och från 1909 var han ansvarig byggmästare. Han deltog i Riksdagshuskommitténs arkitektkontor på 1930-talet i samband med husets ombyggnad.
Hollinder uppgjorde ritningarna till C. A. Carlzons Bageri AB på Döbelnsgatan 65, och Radiusbolagets fabrik i Midsommarkransen samt personalbostäder på Lötmogatan.